# Эбензе-ам-Траунзе
Эбензе-ам-Траунзе (нем. Ebensee am Traunsee, до 18.09.2017 — Ebensee, бав. Emsee) — ярмарочная община (нем. Marktgemeinde) в Австрии, в федеральной земле Верхняя Австрия. 
Входит в состав округа Гмунден. Количество населения в последние годы заметно сокращается. По результатам переписи населения в 2001 году в общине Эбензе насчитывалось 8500 жителей, в 2004 году — 8278, по данным 2009 года — 7970.
Занимает площадь 195 км². Официальный код — 40704.
18 ноября 1943 года в Эбензее был открыт филиал концлагеря Маутхаузен. Из примерно 27 тысяч заключенных, доставленных сюда, к дню освобождения лагеря 6 мая 1945 года погибло более 8 тысяч человек. Основной задачей заключенных Эбензее было строительство тоннелей-укрытий в близлежащем горном массиве.
C 1595 г. община соединёна с Халльштаттом старейшим в мире промышленным трубопроводом.

## Политическая ситуация
Бургомистр общины — Херварт Лойдль (СДПА) по результатам выборов 2003 года.